# Даная
Дана́я (грец. Δανάη) — персонаж давньогрецької міфології: дочка Акрісія, царя Аргосу і Еврідіки (Eurydice of Argos) або Аганіппи. У мікенських текстах ім'я якогось божества: Da-nwa. Згадана в «Іліаді» (XIV 319).
Оскільки Акрісію було передбачено, що він буде убитий сином своєї дочки, то він ув'язнив Данаю в підземний мідний будинок і приставив до неї служницю. Зевс, полонений красою Данаї, проник до неї у вигляді золотого дощу і запліднив її. Даная народила сина Персея. Коли Акрісій почув у підземеллі голос дитини, він наказав стратити служницю, а Данаю змусив зізнатися, хто батько дитини. Не повіривши їй, коли вона назвала батьком Зевса, він уклав її з дитиною в ящик і наказав кинути ящик у море. Дехто вважає, що Данаю насправді спокусив Прет. Мідні покої в підземному будинку, де тримали Данаю, показували в Аргосі.
Хвилями ящик принесло до острова Серіфос, де рибалка Діктіс урятував Данаю з дитиною. Брат Діктіса, володар острова Полідект, закохався в Данаю. Завдяки Персеєві, який казково швидко виріс, Даная визволилася від переслідувань Полідекта й повернулася до Аргосу.
За італьським переказом, скриня з Данаєю й Персеєм припливла до Латіуму. Там Даная одружилася з Пілумном і разом з ним заснувала місто Ардею. Тому Турн, цар рутулів, нащадок Пілумна, називається у Вергілія тим, хто походить від древніх героїв Аргоса і Мікен.
Дійова особа сатиричної драми Есхіла «Ті, які тягнуть невід» (фр.47а Радт), трагедії Софокла «Даная» (фр.165-167 Радт), трагедій Евріпіда, Лівія Андроніка і Невія «Даная».
Ув'язнення дівчини на період статевого дозрівання в темному ізольованому приміщенні має численні етнографічні паралелі (див. Дж. Дж. Фрезер, «Золота гілка», глава 60).
На честь персонажа названо астероїд 61 Даная.